# استیون کاپلان
استیون کاپلان (انگلیسی: Steven Kaplan) ورزشکار و کارآفرین اهل ایالات متحده آمریکا است، که در سال ۱۹۹۵ شرکت اوک‌تری را تأسیس کرد.